# Вагономоечная машина

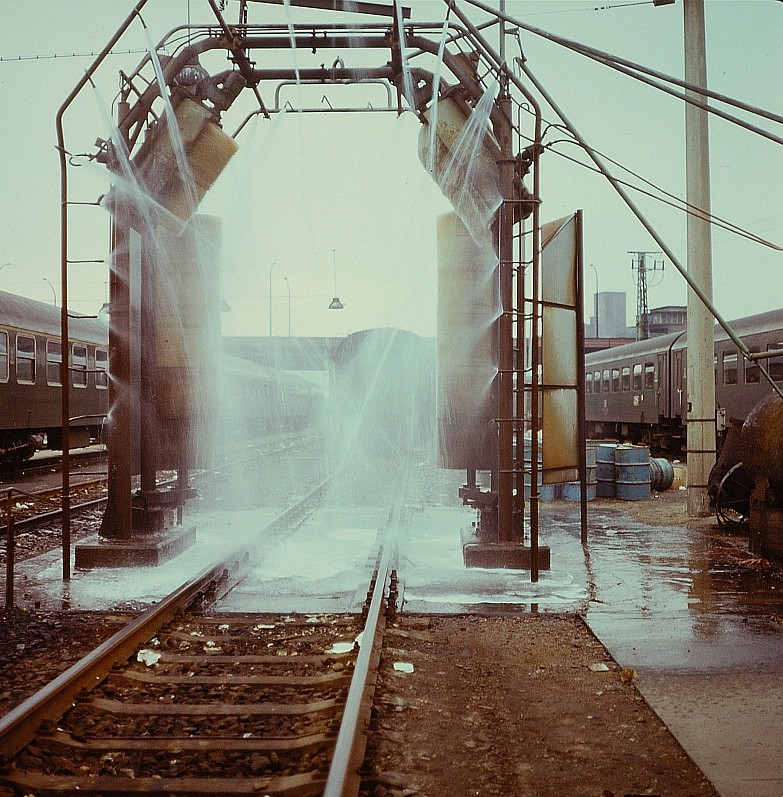
Вагономоечная машина на открытой площадке (ГДР, 1975 год)

Вагономо́ечная машина — установка для наружной обмывки пассажирских вагонов.
Стационарные вагономоечные машины с автоматизированным управлением размещаются в закрытых помещениях или на открытых площадках. Через такие вагономоечные машины обеспечивается продвижение состава при обмывке со скоростью от 0,8 до 1 км/ч.
В регионах с мягким климатом применяют передвижные вагономоечные машины портального типа и самоходные вагономоечные машины, смонтированные на автопогрузчиках. На мойку одного пассажирского состава затрачивается 30-80 мин.
Вагономоечные машины используют на железных дорогах многих развитых стран. Из зарубежных вагономоечных машин наибольший интерес представляют машины, используемые в Чехии, Словакии, Германии, Франции, Великобритании, Японии, США.